# Diskografija Meri Cetinić
Diskografija hrvatske glazbenice i kantautorice, Meri Cetinić. Prvi samostalni album objavljuje 1979. godine pod nazivom Meri, a snima ga u Zagrebu s vodećim studijskim glazbenicima i Zagrebačkim solistima. Na većini ovim albumima većinu skladbi je Meri skladala sama. 1983. godine dobiva "Zlatnu pticu" za izvanredne diskografske uspjehe (nagrada za 1.000.000 prodanih nosača zvuka).

## Albumi
| More |
| --- |
| - Izašlo: 1974. - Producent: - Izdavač: Jugoton - Popis skladbi: "More", "Sve moje želje", "To je dug put", "Dok traje pjesma", "Aerodrom", "On je moj bol", "Jutro", "Budim se", "Horizont" |
| Meri |
| - Izašlo: 1979. - Producent: Ante Cetinić - Izdavač: Jugoton - Popis skladbi: "Mornareva žena", "San", "Živim s tobom", "Samo simpatija", "Ja ću plakat sama", "Ti i ja", "Probudi moju ljubav", "Kad bi znao ti", "Zapleši s nama večeras", "Sve, lutanje se zove" - Certifikat: Zlatni |
| Ja sam žena |
| - Izašlo: 1980. - Producent: Ante Cetinić - Izdavač: Jugoton - Popis skladbi: "Ja sam žena", "Ponekad me nazovi", "Odvedi me negdje", "Zabava je završena", "Plačući za tobom uz zvuke klavira", "Slobodna sam", "Posljednja pjesma o tebi", "Ja moram dalje", "Ti", "Budi dobra prema njemu" - Certifikat: Dijamantni |
| U prolazu |
| - Izašlo: 1981. - Producent: Ante Cetinić - Izdavač: Jugoton - Popis skladbi: "U prolazu", "Nismo htjeli ni ja ni ti", "Ako želiš - idi", "Ja slutim", "Računaj na mene", "Svuda oko nas", "Malo mora na mom dlanu", "Uvijek ima", "Sjedim i sviram" - Certifikat: Platinasti |
| As |
| - Izašlo: 1982. - Producent: Ante Cetinić - Izdavač: Jugoton - Popis skladbi: "As", "Čekala sam dugo", "Kao rijeka svome moru", "Donosiš mi ljubav", "Dan slobode", "Nek me boli ono ča volin", "Vrijeme ne mari za nas", "Mislim na tebe" - Certifikat: Platinasti |
| Prašina s puta |
| - Izašlo: 1983. - Producent: Ante Cetinić - Izdavač: Jugoton - Popis skladbi: "Nina - nana", "Prašina s puta", "Ponekad piši", "Ogrni me", "Što ti znaš o srcu", "Pomozi mi", "Otići ću noćas", "Treba uvijek poći dalje", "Živjela ljubav" - Certifikat: Zlatni |
| Meri VI |
| - Izašlo: 1985. - Producent: Stipica Kalogjera, Ante Cetinić i Meri Cetinić - Izdavač: Jugoton - Popis skladbi: "Bila san ti puno draga", "Sretna sam", "Noćas umiru princeze", "Kao drugi", "Sunce mog života", "Život zlata vrijedi", "Uspavaj me noćas", "Stara gradska zvona", "Blesavo i slatko", "Malo neba" - Certifikat: Zlatni |
| Potraži me |
| - Izašlo: 1988. - Producent: Ivo Lesić - Izdavač: Jugoton - Popis skladbi: "Ne sudite mi noćas" (Eurosong '88), "Ako je život pjesma", "Potraži me u predgrađu", "Kako da te prebolim", "Neka te čuvaju anđeli", "Što će mi život, majko", "Ako ostaviš me ti", "Kuda idem", "Treća suza", "On je moj bol" - Certifikat: Platinasti |
| Zlatni snovi |
| - Izašlo: 1989. - Producent: Mato Došen - Izdavač: Jugoton - Popis skladbi: "Baška Voda", "Jedna suza sja", "Zaljubljena žena", "Gondolier", "Dome moj" (Split '89), "Evo cvate ružmarin", "Grlica", "Zlatni snovi", "Molim te, oprosti mi", "Sve je bilo zbog tebe" - Certifikat: Zlatni |
| Zašto te volim |
| - Izašlo: 1993. - Producent: Remi Kazinoti, Meri Cetinić - Izdavač: Croatia Records - Popis skladbi: "Zemlja dide mog", "Zašto te volim", "Ča imaš od moje nevoje", "Samo mir", "Tebi i ružama", "Doviđenja", "Da mi se je navoziti", "Zlinje", "Na svom putu sama", "Sretna će biti Hrvatska", "Tiha noć" - Certifikat: |
| Putovanja |
| - Izašlo: 1998. - Producent: Meri Cetinić - Izdavač: Orfej - Popis skladbi: "U meni budiš ženu", "Ja sam ti tu", "Moja ljubav je k'o more", "Željo, tugo", "Tko zna", "Zar si želio baš to", "Malo mora na mom dlanu", "Smiješi se", "Budi dobra prema njemu", "Putovanja", "Samo tuga ostaje", "Jubav si moja zauvik" - Certifikat: |
| Malo mora na mom dlanu (album u živo) |
| - Izašlo: 2001. - Producent: Meri Cetinić, Joško Banov, Ante Cetinić - Izdavač: Menart - Popis skladbi: "Jubav si moja zauvik", "Zemlja dide mog", "Malo mora na mom dlanu", "Me and Bobby McGee", "Konoba", "Budi dobra prema njemu", "Zar si želio baš to", "Will you still love me tomorrow", "Samo tuga ostaje", "Čet'ri stađuna", "U meni budiš ženu", "You've got a friend", "Moja ljubav je k'o more", "U prolazu", "More", "Lastavica", "Konoba" - Certifikat: |
| Tiramola |
| - Izašlo: 2006. - Producent: Renato Švorinić - Izdavač: Croatia Records - Popis skladbi: "Zauvijek ostavi me ti", "U samoći prolazi mi vrime", "Čovjek kojeg volim", "Potraži me u predgrađu", "Sve sam čuvala za ljubav", "Sjena tvoga tila", "Nema puta", "Ja ću plakat sama", "Mislim na tebe", "Probudi moju ljubav", "Čet'ri stađuna" - Certifikat: |

## Kompilacije
- 1984. Najveći uspjesi (Jugoton)
- 1992. Najveći uspjesi 2 (Croatia Records)
- 1994. Sve najbolje (Croatia Records)
- 2005. Zlatna Kolekcija (Croatia Records)
- 2011. Love collection - najljepše ljubavne pjesme[1]
- 2016. The Best of Collection

## Singlovi
- "More" (1973.)
- "Moj muž" (1974.)
- "Bakalar" (1974.)
- "Gdje god da pođeš" (1975.)
- "On je moj bol" (1975.)
- "Najljepši san" (1976.)
- "Pjesma moru" (1976.)
- "Moja zvijezda" (1976.)
- "Stari ljubavnici" (1977.)
- "Vjeruj sad" (1977.)
- "Samo simpatija" (1978.)
- "Četiri stađuna" (1979.)
- "Lastavica" (1980.)
- "Ti si moj" (1981.)
- "U prolazu" (1981)
- "Iluzija" (1982.)
- "Niko neće u mornare" (1982.)
- "Živjela ljubav" (1983.)

## Dueti, gostovanja i duhovne skladbe

### Dueti
- 1977. Gaby '77 (Gabi Novak) - kao autor pjesme: "Živim s tobom"
- Veel te mooi (Sanne en Eric Van Neygen) - kao autor pjesme: "Veel te mooi (Dome moj)"
- Mate Balota (Bruno Krajcar) - pjesma: "Zornice"
- TV Show (Mišo Kovač) - duet s Mišom Kovačom : "Io senza te"
- 1985. Svoju zvizdu slidin Oliver 10 (Oliver Dragojević) - duet s Oliverom: "Sunce mog života", "Malo mira na mom dlanu" (Meri u živo u HNK Split)
  - duet s Oliverom: "You've got a friend"
  - duet s Oliverom – radijska snimka '80.: "Vjeruj u ljubav"
  - duet s Oliverom: "Veslaj, veslaj"
- 1986. Dalmatinska pismo moja (Tedi Spalato) - dueti s Tedijem Spalatom: "Konoba" (Split '86), "Di nima svađe nima ni jubavi"
- 1989. Gorka rijeka (Tomislav Ivčić) - duet s Tomislavom Ivčićem: "Gorka rijeka"
- 1995. Koncert (Baloon Live)
  - suradnja sa Zoricom Kondžom i Oliverom Dragojevićem: "More"
  - duet s Marijanom Banom: "U prolazu"
  - solo: "Sorry seems to be the hardest word"
- Mulac (Hari Rončević) - duet s Harijem Rončevićem: "Ti si moj san"
- Divas& Dive - live - Duet s Martinom Pongrac: "Samo tuga ostaje"
- Divas & Josipa Lisac, Meri Cetinić, Gabi Novak i Radojka Šverko: "Sexy cool"
- Krijanca (Black Coffee)
  - pjesma: "Ništa nova"
  - Album: Tiramola
  - Runjićeve večeri: pjesma "Čet'ri stađuna"
  - Prst u more – Kaštela- Istra-Dalmacija: pjesma "Skitnica"
- Sami sebi mi smo krivi (sastav More) - prateći vokali na pjesmama: "Sami sebi mi smo krivi", "Ti i ja bi mogli sve"
- Tija san je jubit (Elio Žuvela) - duet s Eliom: "Ti me čuvaš"
- Potop (Klapa Ivan Grozni) - pjesme: "Na mojemu škoju", "Kapja uja i dva zrna soli"
- Mande, ćiće i ćurini (Kvartet Gorgonzola) - duet s tetom Jakicom: "Maistrale moj"
- Zorica Kondža (u živo u HNK Split) - duet s Zoricom Konđom: "Will you still love me tomorrow"
- Iskre vremena (Klapa Kastav) - s muškom i ženskom klapom Kastav: "More"
- Cambi i prijatelji - live (Klapa Cambi) - s klapom Cambi: "More"

### Pjesme za dobrotvorne svrhe
- Sudjelovanje u pjesmi: "Moja domovina"
- Meri Cetinić, Gabi Novak i Ella: "Samo se srcem dobro vidi"
- Hrvatski band aid: "Hvala ti, moj dobri anđele"
- Croatia band aid (Sydney, 1992.): "To love is to set free"
- Band aid Anti drug campaign: "Samo reci ne"
- Band Aid: "Tamo gdje duga se rađa"

### Duhovne
- Želim ti dati najbolje (Željka Marinović) - duet s Željkom Marinovićem: "Bože moj"
- Dubrovniče moj (Dubrovački kavaljeri) - duet s Markom: "Kada su zaspale rose"
- Tamo gdje duga se rađa (Ivo Šeparović i bljesak) - duet s Ivom: "Bog i čovjek"
- Bože moj, što je jutro (Fra Šito) - pjesma: "Nitko sad ne zna"
- Biseru iz malog Blata- skladbe na čast Blažene Marije Propetog Isusa Petković
  - pjesma: "Njega si slijedit pošla"
- "Božić je tu" (Ivana Burić) - duet s Ivanom Burić i Splitskim bomboncinima

## Ostala izdanja
- 1980. S Big band HRT - pjesma: "Ja nisam bila s njim"
- 1991. KS Lijepa naša Split 91 - pjesma: "Ti si moja rođena"
- 1992. KS, Meri - pjesme: "Hrvatska se rodila u Bosni", "Zašto te volim", "Samo mir", "Zlinje", "Tiha noć", "Zemlja dide mog", "Tebi i ružama", "Sretna će bit Hrvatska", "Doviđenja", "Božić se rađa"
- 1995. KS, Meri Cetinić - Ti si moj san ZG ZOE
  - "Ti si moj san"
  - "Što vrijedi sve bez tebe"
  - "Moja ljubav je ko more"
  - "Što tebi znači moja ljubav"
- 1999./2001. Live stare skladbe Šibenik - pjesme: "U prolazu",  "Konoba" (duet s Tediem Spalatom)
- 2006. Prst u more, Istra - Dalmacija (CD live 2) - pjesma: "Sjena tvoga tila"
- Čovik od soli (večer posvećena Momčilu Popadiću) - pjesma: "Najlipše te jubi oni što te gubi"
- 2007. Jakša Fiamengo-kroz đardine-kroz pjacete (CD live koncert) - pjesme: "Mislim na tebe", "U prolazu"

## Festivalske izvedbe

### Splitski festival
- 2005. "Sjena tvoga tila"
- 1992. "Ljubav"
- 1991. "Drugi vitri sada pušu"
- 1991. "Ti si moja rođena"  (Lijepa naša- Split 91.)
- 1990. "Perlo moja" (2. nagrada žirija)
- 1989. "Dome moj" (3. nagrada publike)
- 1989. "Tvoje more, majko zemljo"
- 1988. "Jubav si moja zauvik" -
- 1988. "Marjane, naš Marjane" (Kvartet Marjan, 1.nagrada)
- 1988. "Veslaj, veslaj"  (duet s Oliverom Dragojevićem)
- 1988. "Vraćam se"
- 1987. "Ostavljaš me samu" - 7. mjesto
- 1986. "Jedina zemljo, o mati moja"  (Ustanak i more, 1. nagrada)
- 1986. "Konoba" (duet s Tedi Spalatom) - 5.mjesto
- 1986. "Nevista" (autorska večer Zdenka Runjića)
- 1985. "Sloboda" (Ustanak i more, 2. nagrada žirija)
- 1985. "Život zlata vrijedi" - 9. mjesto
- 1983. "Živjela ljubav"
- 1982. "Niko neće u mornare"
- 1981. "U prolazu" (3.nagrada publike)
- 1981. "Ti si moja sudbina"
- 1980. "Lastavica" (3.nagrada publike)
- 1979. "Četri stađuna" (1.nagrada žirija)
- 1978. "Samo simpatija" (s sastavom More)
- 1977. "Stari ljubavnici" (nagrada za najbolji tekst)
- 1976.  "Pjesma moru"
- 1975.  "Gdje god da pođeš" (s sastavom More), nagrada za najbolju žensku interpretaciju, 1. nagrada žirija
- 1974. "Bakalar" (sastav More i Đani Maršan)

### Melodije hrvatskog Jadrana
- 2001. "Voljela sam te" (2.nagrada žirija - Srebrni galeb)
- 1998. "Željo, tugo"
- 1997. "Dišpet" (3.nagrada stručnog žirija - Brončani galeb)
- 1996. "Gorko vino"
- 1995. "Gardeline moj"
- 1994. "Mama, mama" (2.nagrada stručnog žirija -  Srebrni galeb)
- 1993. "Zemlja dide mog" (1.nagrada stručnog žirija  -Zlatni galeb)
- 1993. "Di nima svađe, nima ni jubavi" ( duet s Tedi Splatom)

### Dalmatinska šansona Šibenik
- 2008. "Mirisna posteja"
- 2005. "U samoći prolazi mi vrime" (3.nagrada stručnog žirija)
- 2004. "Kruh i sol" (3.nagrada stručnog žirija)
- 2003. "Rijeka bez povratka"
- 2001. "Ti me čuvaš" (duet s Eliom Žuvela)
- 2000. "Griža" (nagrada za najbolju interpretaciju)
- 1998. "Putovanja"

### Stepinčeva katedrala
- 1991. "Samo mi tvoja blizina fali"
- 1992. "Samo mir"
- 1993. "Prave ljubavi čuva Bog"
- 1994. "Naša sudbina" (Crofest)

### Opatijski festival
- 1985. "Pisma iz hotela" (2. nagrada žirija)
- 1982. "Iluzija"
- 1975. "Ovo vrijeme" (s sastavom More)

### Zagrebački festival
- 1999. "Ne zovi me u proljeće"
- 1987. "Pelud i svila"
- 1979. "Dijete" (Šansone)
- 1978. "Ivane Gorane"
- 1974. "Raskršće svih putova" (s sastavom More)

Jugovizija
- 1988. "Ne sudite mi noćas"
- 1987. "Samo ljubav" (Familija)

Vaš šlager sezone-Sarajevo
- 1988. "Ako je život pjesma"
- 1986. "Posljednji ples"

MESAM
- 1985. "Balada"

Makfest
- 1987. "Laži me" (s oktet Makedonija, 2. nagrada žirija)

Melodije Mostara
- 1996. "Moje srce je od stakla"
- 1995. "Kiše mostarske"

Neum Etnofest
- 2000. "Javi mi se, dušo"  (s klapom Kumpanji)
- 1999. "Da mi je znati" (s klapom Blajke)

Marco Polo fest
- 2004. "Daleko, daleko" (2.nagrada žirija)

Festival šaljivih šansona-Blato
- 2006. "Na mojemu škoju" (s klapom Ivan Grozni, 2. nagrada žirija)

Brodfest
- 2003. "Dajem ti more"

Zadarfest
- 1995. "Bez ljubavi tvoje"

Hit parada
- 1976. "Moja zvijezda"

Zlatna palma
- 1989. "Ljubav u Dubrovniku"

Dresden
- 1980. "Lastavica"

Pjesma mediterana- Budva
- 2008. "Naša jubav"